# Halmágygóros
Halmágygóros (románul: Groși) település Romániában, a Partiumban, Arad megyében.

## Fekvése
Vaskohtól délkeletre, Halmágycsúcstól északra fekvő település.

## Története
Halmágygóros, Górós egykor Zaránd vármegyéhez tartozott. Nevét 1760–1762 között említette először oklevél Grosi néven. 1808-ban Grósz, 1888-ban Gros (Groós), 1913-ban Halmágygórósnak írták.
1910-ben 260 görögkeleti ortodox román lakosa volt.
A trianoni békeszerződés előtt Arad vármegye Nagyhalmágyi járásához tartozott.

## Nevezetességek
- 1907-ben épült ortodox fatemploma a romániai műemlékek listáján az AR-II-m-B-00606 sorszámon szerepel.[2]